# Catherine Bellier
Catherine-Henriette Bellier, baronessa de Beauvais, känd som Madame de Beauvais, född 1614 i Poitou, död 7 juni 1689 i Arrou, var en fransk kammarjungfru och älskarinna till kung Ludvig XIV av Frankrike 1652–1654. Hon är känd som Ludvig XIV:s första älskarinna. 

## Biografi
Catherine Bellier var dotter till Martin Bellier, gifte sig med baron Pierre de Beauvais och blev Première femme de Chambre åt Frankrikes drottning Anna av Österrike. Catherine Bellier beskrivs som intelligent, skicklig på intriger och med en gynnad ställning hos drottningregenten. Trots att hon beskrivs som ful hade hon flera kärleksaffärer, bland annat med ärkebiskopen av Sens.
Anna av Österrike utsåg 1652 Bellier till att förföra hennes son, den fjortonåriga kung Ludvig XIV, för att agera sexualinstruktör och säkerställa att han var förmögen till samlag. Deras sexuella förbindelse varade i två år. Hon blev sedan belönad av Ludvigs mor med en pension och ett slott. Det var efter detta kungen förälskade sig i Olympe Mancini. Ludvig XIV behandlade långt efter detta Catherine Bellier med tillgivenhet, och hon besökte ofta hovet, då kungen ofta umgicks med henne i enrum. Han utökade också hennes pension 1677, 1684 och 1685.
Catherine Bellier lät uppföra Hotel de Beauvais i Marais i Paris. En maskaron på innergården föreställer henne.